# Jean Rouvet
Ne pas confondre avec Jean Rouvet, inventeur supposé du flottage sur bois. Voir à ce propos Monument à Jean Rouvet.
Pour les articles homonymes, voir Rouvet.
Jean Rouvet, né le 7 août 1917 à Vierzon et mort le 4 mars 1992 à Vaison-la-Romaine, est un conseiller culturel français.

## Biographie
Fils de boulanger, instituteur, puis instructeur d’art dramatique, cet ancien haut fonctionnaire du ministère de la Culture s’est illustré dans la politique de décentralisation culturelle d’André Malraux. Il a été pendant neuf ans auprès de Jean Vilar comme administrateur du TNP à Paris et participe à la création du festival d'Avignon bien que seul le nom de Jean Vilar soit retenu par l'hagiographie officielle. En 1960, il fonde la Discothèque de France et devient inspecteur général du ministère des Affaires culturelles. Depuis 1975, Jean Rouvet collaborait à l’action de Marcel Maréchal du Théâtre national de Marseille où il se révéla, comme au TNP et au festival d'Avignon, un novateur dans la modification des rapports entre public et théâtre.
Il est décédé dans la nuit du 4 mars 1992 à Vaison-la-Romaine, où il résidait avec son épouse Renée Collet, dite Tilou.